# Labrus mixtus
Labrus mixtus es una especie de peces de la familia Labridae en el orden de los Perciformes.

## Morfología
Los machos pueden llegar alcanzar los 40 cm de longitud y las hembras 30.
- El cuerpo es alargado y no muy alto.
- La línea lateral se sitúa por debajo de la dorsal.
- La boca es ancha con los labios gruesos, las mandíbulas extensibles y los dientes cónicas y grandes.
- Los dientes faríngeas se han transformado en placas masticadoras (común en todos los lábridos).
- El aleta dorsal es larga y tiene más radios duros que blandos, ambas tienen la misma altura. la anal es larga.
- Presenta un acusado dimorfismo sexual: los machos tienen la cabeza azul y el cuerpo rojo naranja con manchas azules. Las hembras son de coloración variable (amarillo, naranja, rojo) con 3-4 manchas oscuras alternadas con manchas blancas en el dorsal.

## Reproducción
Es hermafrodita  (las hembras se transforman en machos). La reproducción tiene lugar en la costa durante los meses de marzo y junio. Es nidificante: el macho hace un nido de algas y la hembra pone alrededor de 1000 huevos, los cuales son protegidos por el macho.

## Alimentación
Come crustáceos, peces y moluscos.

## Distribución geográfica
Se encuentra en el Atlántico oriental: desde Noruega hasta el Senegal, Azores y  Madeira. También en el Mediterráneo.

## Costumbres
- Durante la primavera se acerca a la costa.
- Es territorial.

## Galería de imágenes

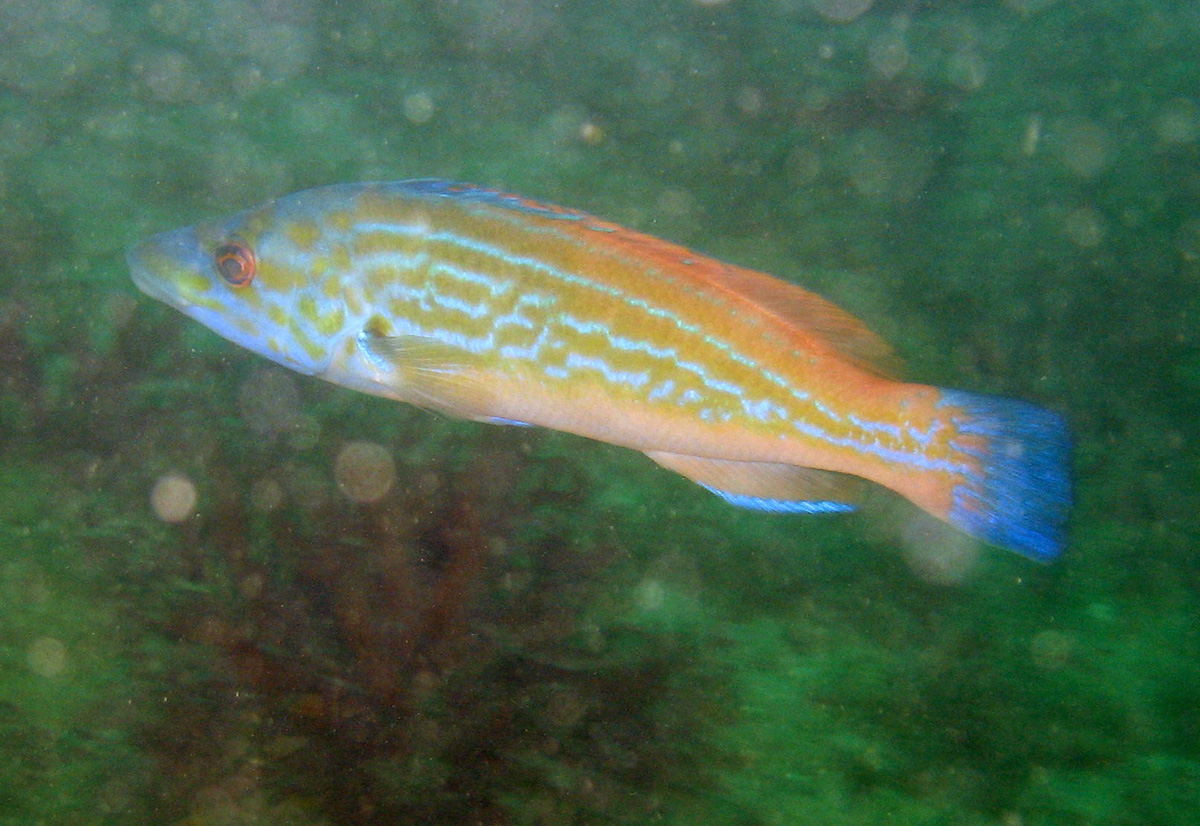
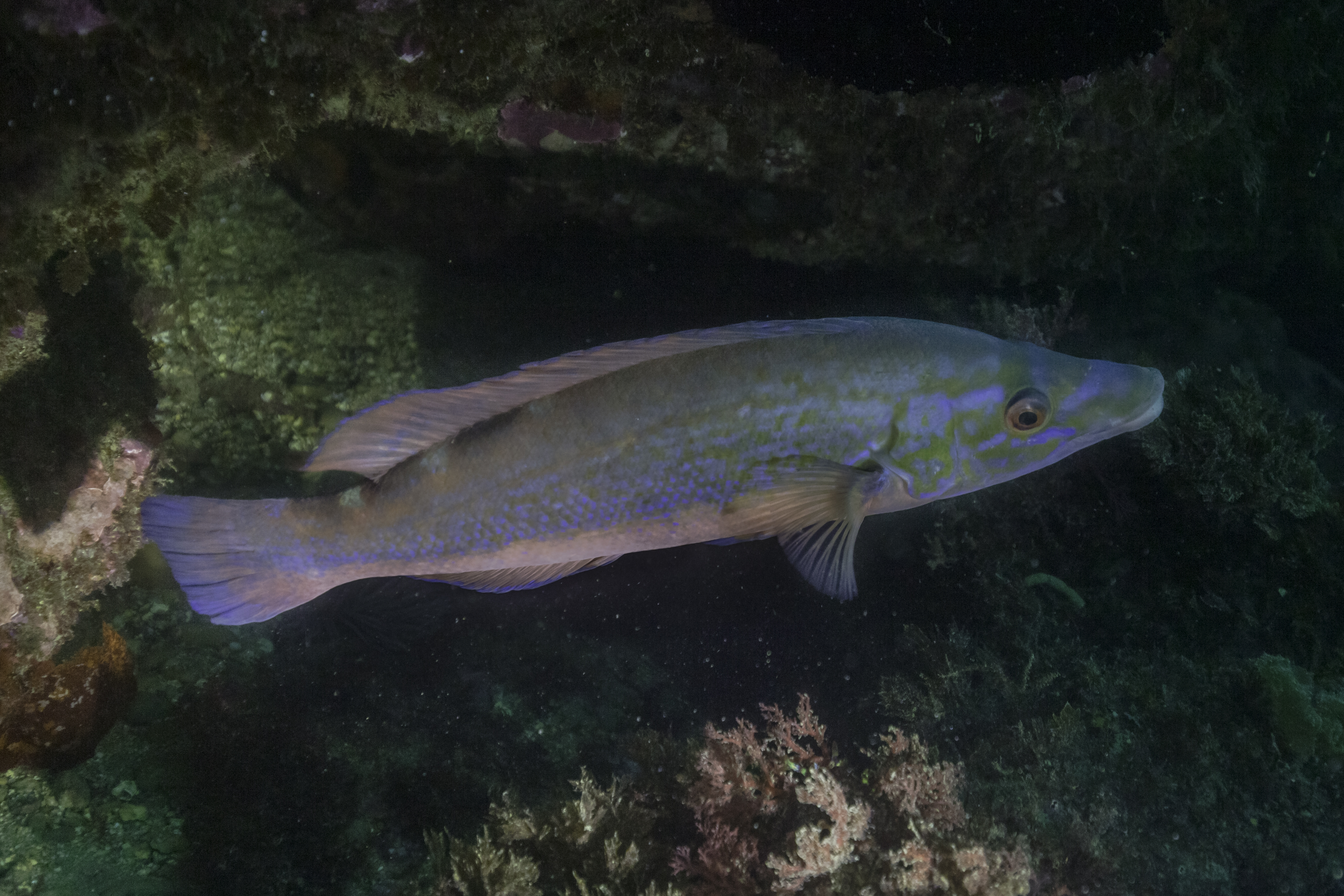
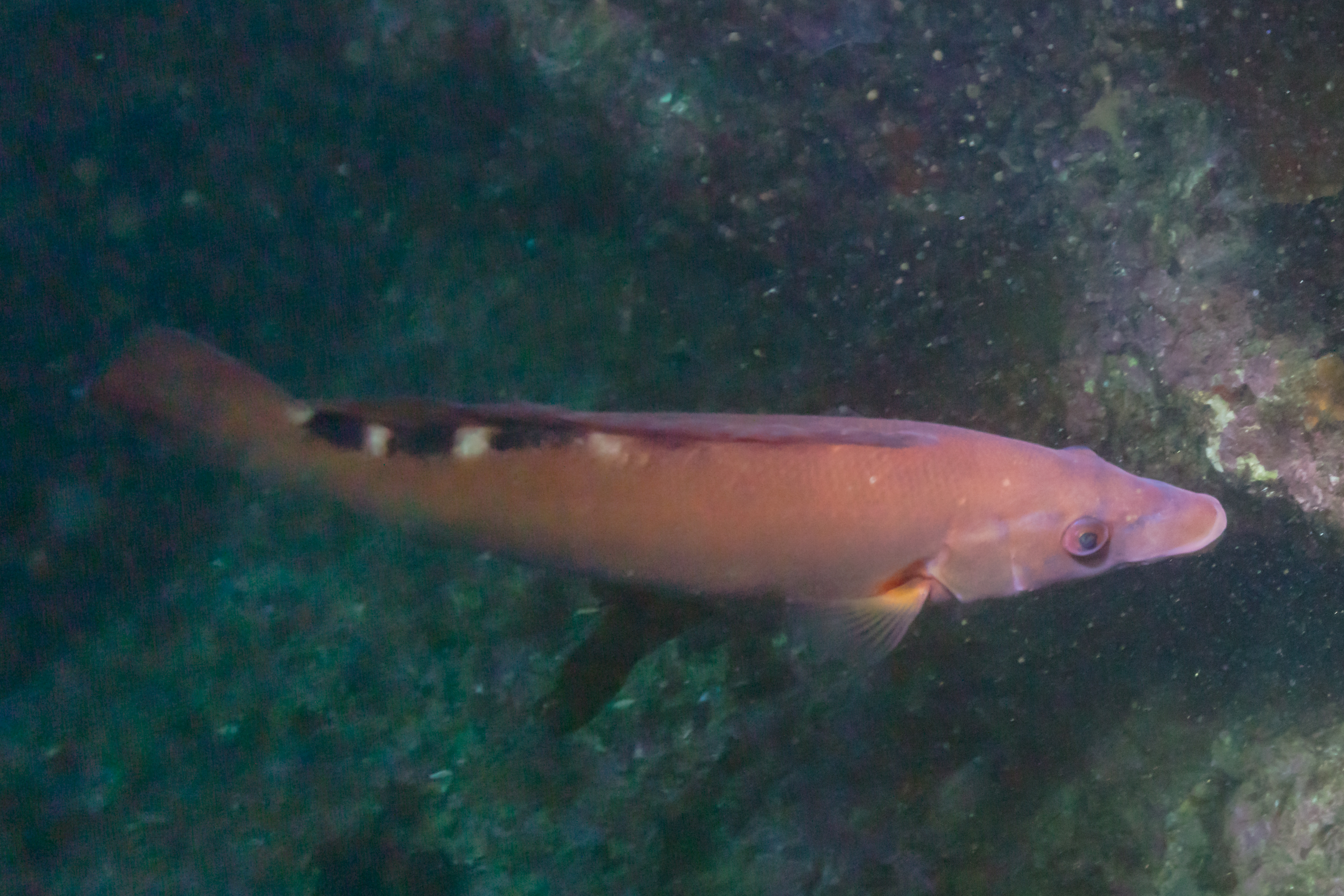
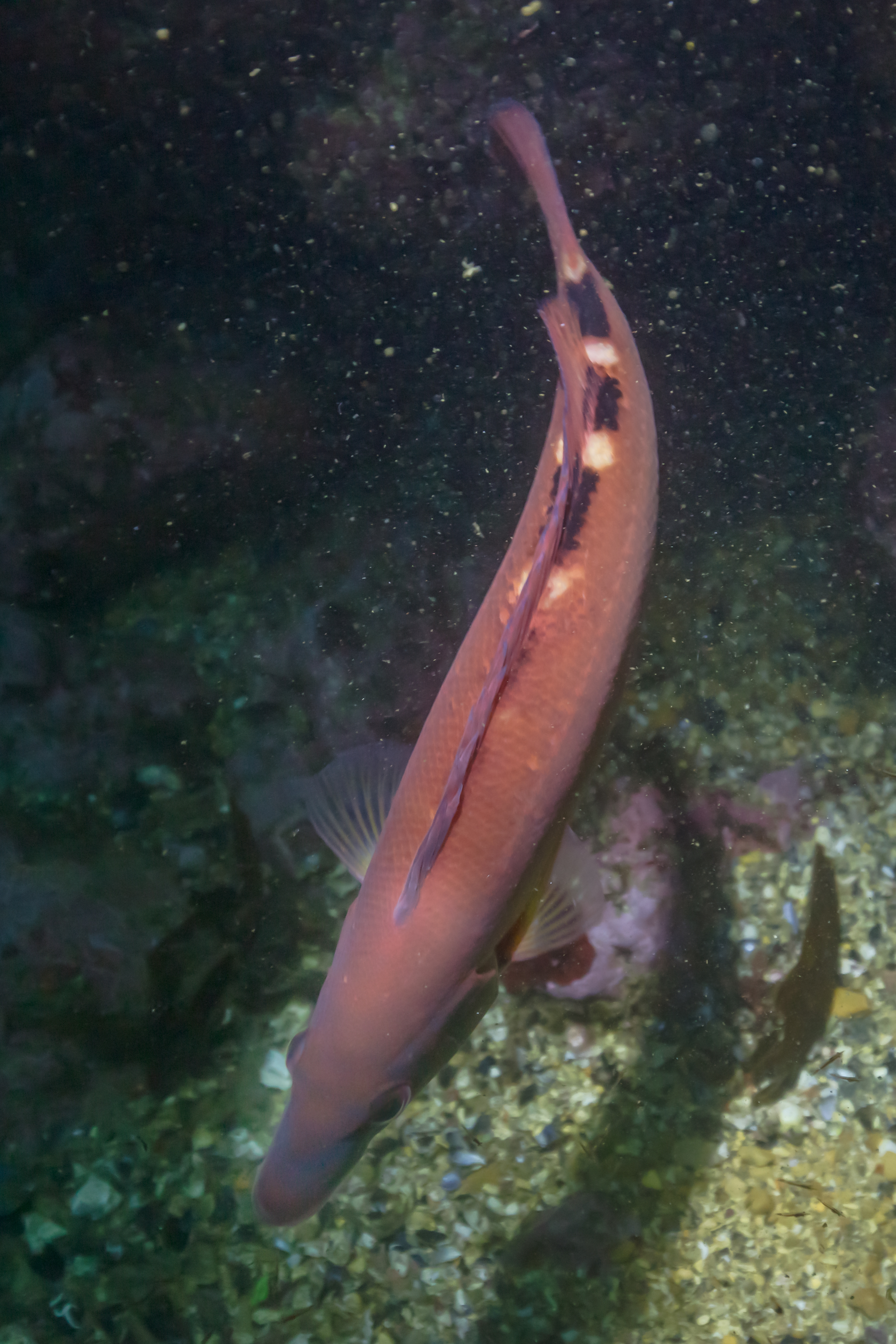
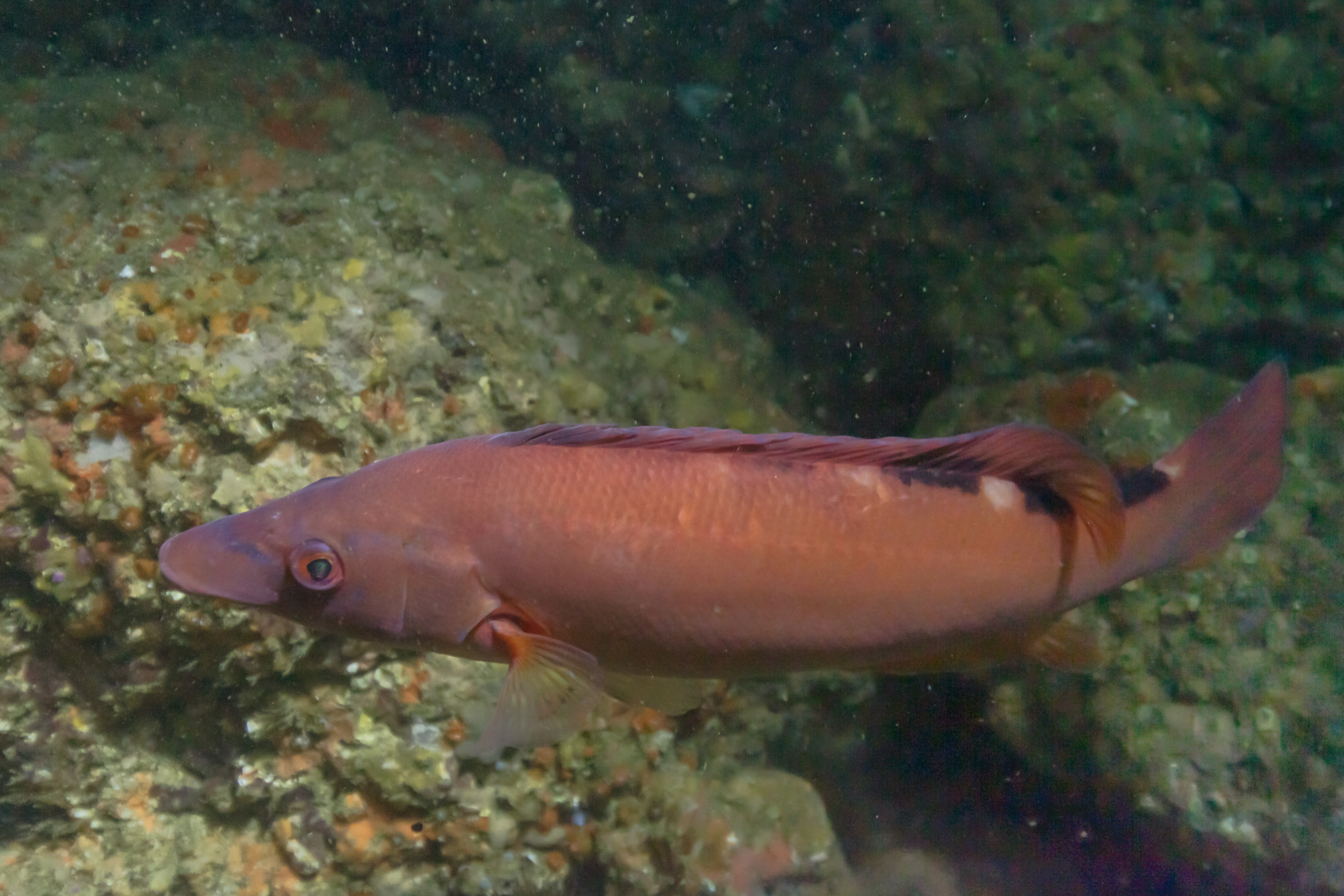

## Observaciones
- Tiene una longevidad de 20 años.